# Rumex brownei

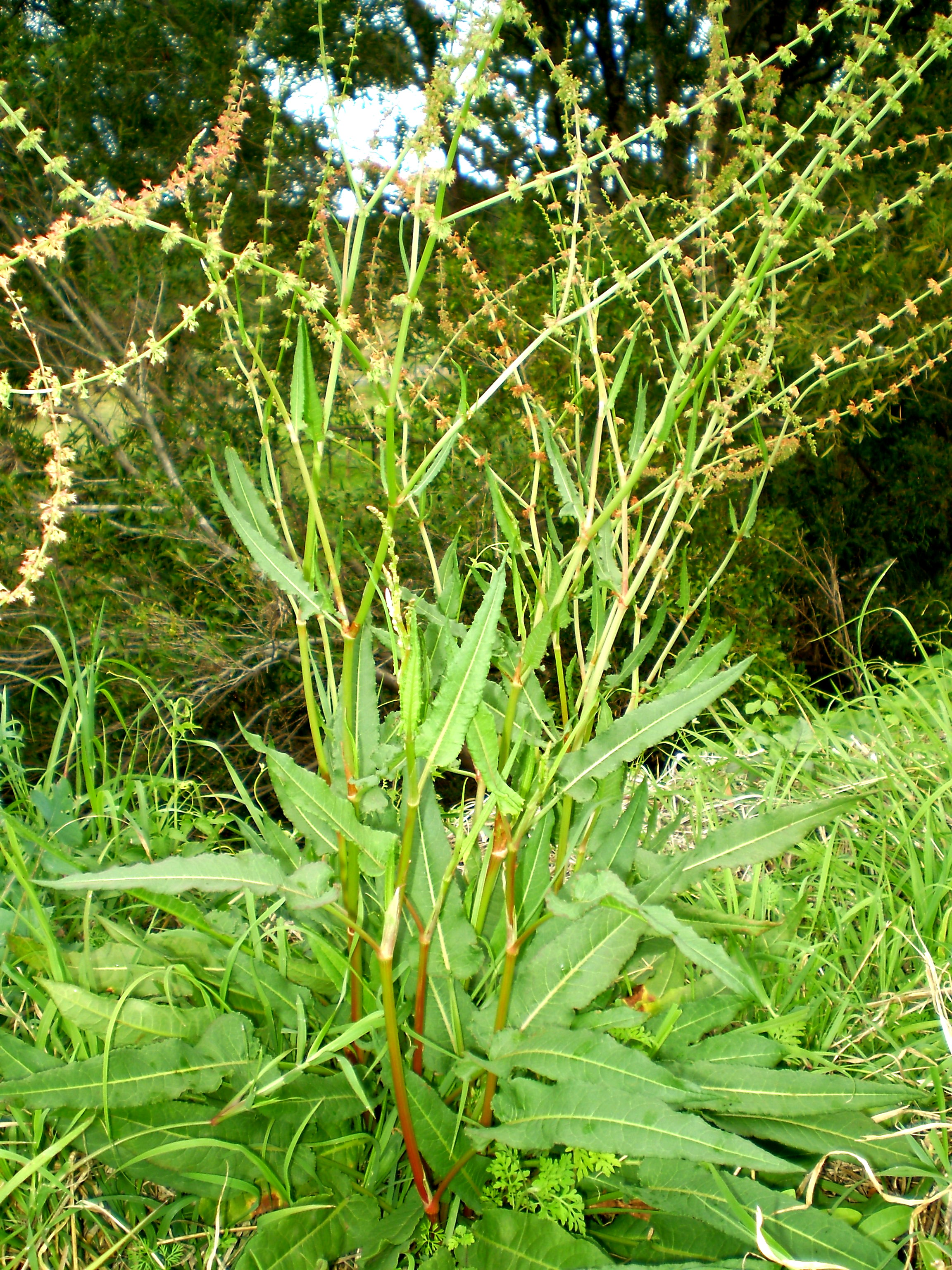
Rumex brownei.

Rumex brownei är en slideväxtart som beskrevs av Francisco Campderá. Rumex brownei ingår i släktet skräppor, och familjen slideväxter. Inga underarter finns listade i Catalogue of Life.